# الخرب (بلنسية)
الخَرْب أو (نقحرة: الفارب) (بالإسبانية: Alfarp)‏ هي بلدية في منطقة بلنسية في إسبانيا.